# Kristen Connolly
Kristen Nora Connolly (Montclair (New Jersey), 12 juli 1980) is een Amerikaanse actrice.

## Biografie
Connolly heeft gestudeerd aan de Middlebury College in Addison County in Middlebury (Vermont) en aan de Yale School of Drama, een onderdeel van Yale-universiteit in New Haven (Connecticut). Zij is getrouwd en heeft hieruit twee kinderen. 

## Filmografie

### Films
Uitgezonderd korte films.
- 2022 Deep Water - als Kelly Wilson
- 2017 The Wizard of Lies - als Stephanie Madoff
- 2014 Worst Friends – als Zoe
- 2014 A Good Marriage – als Petra Anderson
- 2012 Ex-Girlfriends – als Laura
- 2012 The Bay – als Stephanie
- 2012 The Cabin in the Woods – als Dana
- 2011 Certainy – als Betsy
- 2010 Superego – als Josey
- 2009 Confessions of a Shopaholic – als vrouw in paars
- 2008 Revolutionary Road – als Mrs. Brace
- 2008 Meet Dave – als meisje dat het uitmaakt
- 2008 The Happening – als lezende vrouw op bank
- 2006 iChannel – als iGirl
- 2003 Mona Lisa Smile – als kunstgeschiedenis studente

### Televisieseries
Uitgezonderd eenmalige gastrollen.
- 2022 Outer Range - als Rebecca Abbott - 3 afl.
- 2019-2021 Evil - als Mira Byrd - 5 afl.
- 2015–2017 Zoo – als Jamie Campbell – 39 afl.
- 2015 The Whispers - als Lena - 13 afl.
- 2014 Houdini – als Bess Houdini – 2 afl.
- 2013–2014 House of Cards – als Christina Gallagher – 17 afl.
- 2008–2009 As the World Turns – als Josie Anderson – 40 afl.
- 2008 Guiding Light – als Jolene – 16 afl.

- Bibsys: 12061295
- Biblioteca Nacional de España: XX5409976
- Bibliothèque nationale de France: cb170861595 (data)
- Catàleg d'autoritats de noms i títols de Catalunya: 981058513462606706
- Gemeinsame Normdatei: 1054704996
- International Standard Name Identifier: 0000 0003 8288 5860
- Library of Congress Control Number: no2012126074
- Nationale Bibliotheek van Tsjechië: xx0163951
- Nederlandse Thesaurus van Auteursnamen: 344465470
- Système universitaire de documentation: 177628375
- Virtual International Authority File: 266829245
- WorldCat: E39PBJcKFKwtBBJyyB63JH8Bfq